# Hans Walter Lack
Hans Walter Lack (Viena, 1949) es un botánico explorador austriaco-alemán. Desarrolla actividades académicas en el Jardín Botánico y Museo Botánico de Berlín-Dahlem, siendo su director. Y profesor adjunto en el Departamento de Biología de la Universidad Libre de Berlín, y Jefe de área de la Biblioteca 10, de esa Universidad.
Realizó estudios de Biología en la Universidad de Viena, y obtuvo allí el doctorado, en 1973.

## Algunas publicaciones
- 2009. Alexander von Humboldt und die botanische Erforschung Amerikas. Editor Prestel, 278 pp. ISBN 3791344617
- 2008. Franz Bauer: das gemalte Zeugnis der Natur. Editor Naturhistorisches Museum, 130 pp. ISBN 3902421282
- 2008. Garden of Eden. Jumbo 25. 25.ª edición ilustrada, revisada de Taschen America LLC, 576 pp. ISBN 3836503042
- 2006. Florilegium Imperiale: Botanical Illustrations for Francis I of Austria. Edición ilustrada de Prestel, 303 pp. ISBN 3791334921
- 2004. Jardin de la Malmaison: Ein Garten für Kaiserin Josephine. Con Marina Heilmeyer. Editor	Prestel, 327 pp. ISBN 3791330500
- 2001. Ein garten eden: mesiterwerke der botanischen illustration. 576 pp.
- 2000. Karl Heinz Rechinger - a Life for Botany. 54 pp.
- 2000. Ein Garten für die Ewigkeit: Der Codex Liechtenstein. Editor Benteli, 344 pp. ISBN 3716512052
- 1999. The Flora Graeca story: Oxford's finest botanical treasure: Sibthorp, Bauer, and Hawkins in the Levant: an exhibition at the Bodleian Library 19 July 1999 - 25 September 1999. Edición ilustrada de Bodleian Library, 50 pp ISBN 1851240616
- 1987. 100 botanische Juwelen. Con Peter Jörg Becker, Tilo Brandis. Editor Staatsbibliothek Preussischer Kulturbesitz, 216 pp. ISBN 388226411X
- 1987. Botanik und Zoologie. Con Tilmann Buddensieg. Editor Mann, 8 pp.
- 1985. Botanik und Gartenbau in Prachtwerken. Con Eva Lack. Editor Parey, 129 pp. ISBN 3489630246
- 1984. Current Projects on the Mediterranean Flora. 2.ª edición	de Optima, 152 pp. ISBN 282790005X
- 1974. Die Gattung Picris L., sensu lato, im ostmediterran-westasiatischen Raum. Dissertationen der Universität Wien 116. Editor VWGÖ, 184 pp.

## Honores
- Jefe del Consejo Editorial Willdenowia
- Editor de Englera
- Coeditor de la Diversidad Vegetal y Evolución
- Coeditor de la Biblioteca de botánica

### Membresías
- 2001 Miembro de la Sociedad linneana de Londres.

Medallero
- Cruz de Honor Litteris et artibus de la República de Austria, 1981.
- Gran Cruz al Mérito de la República de Austria, 1996.
- OPTIMA Medalla de plata, 2001.
- Medalla Engler, de plata, 2001.
- Buchpreis der Deutschen Gartenbaugesellschaft (Premio de la Sociedad Hortícola Alemán), 2001.
- Medalla Sibthorp, Universidad de Oxford, 2001.
- Cruz de Honor Litteris et artibus 1.ª clase de la República de Austria, 2007.
- Medalla Founders, Society for the History of Natural History, Londres, 2009.

## Eponimia
- (Apocynaceae) Alyxia lackii D.J.Middleton[1]
- (Asteraceae) Launaea lackii N.Kilian[2]